# Liebelei
Pour plus de détails, voir Fiche technique et Distribution.
Liebelei, sorti en 1933, est le dernier film réalisé en Allemagne par Max Ophüls. C'est l'adaptation de la pièce éponyme d'Arthur Schnitzler, Amourette (de).
Ophüls en a ensuite réalisé une version française, en gardant une grande partie de la distribution, sous le titre Une histoire d'amour. En 1958, Pierre Gaspard-Huit en réalise un remake, Christine.

## Synopsis
Le lieutenant Fritz Lobheimer entretient une relation amoureuse avec la baronne Eggersdorf et par le biais de son ami Theo Kaiser, il va faire la connaissance de Christine, la fille d'un musicien de chambre. Les deux jeunes gens tombent rapidement amoureux malgré leur différence sociale. Fritz souhaite vivre sa vie à ses côtés et abandonne son ancienne vie. Cependant, son passé le rattrape lorsque le mari de la baronne découvre des preuves de leur relation adultère. Ancré dans des conventions anciennes, Eggersdorf se sent blessé dans son honneur et réclame publiquement réparation. Les règles de l'aristocratie exigent alors que l'affaire soit réglée par un duel mais Théo va, au risque de perdre sa position, tenter de convaincre sa direction militaire d'intervenir dans cette affaire en vain.
Lors du duel, Fritz est mortellement blessé et dégoûté par les codes de l'honneur obsolètes et absurdes qui ont coûté la vie de son ami, Theo quitte l'armée et revient à la vie civile. Quand lui et sa petite amie, Mizzi, annoncent à Christine la mort de son bien-aimé, celle-ci, par désespoir, se jette d'une fenêtre.

## Fiche technique
- Titre original : Liebelei
- Titre français : Une histoire d'amour
- Réalisation : Max Ophüls
- Scénario : Hans Wilhelm (de), Kurt Alexander, Max Ophuls, Felix Salten.
- Musique : Theo Mackeben
- Décors : Gabriel Pellon
- Photographie : Franz Planer
- Son : Hans Grimm
- Montage : Friedel Buckow, Paul Salten (1903-1937)
- Scripte : Lucie Lichtig
- Production : Christoph Mülleneisen junior (de), Fred Lyssa (de)
- Société de production : Elite-Tonfilm-Produktion
- Pays d'origine :  Reich allemand,  France
- Format : noir et blanc - 35 mm - 1,37:1
- Genre : drame romantique
- Durée : 82 minutes
- Dates de sortie :
  - Allemagne - 10 mars 1933
  - France - 5 mai 1933

## Distribution
- Wolfgang Liebeneiner : le Leutnant Fritz Lobheimer
- Willy Eichberger : l'Oberleutnant Theo Kaiser
- Magda Schneider : Christine Weyring (Christl)
- Luise Ullrich : Mizzi Schlager
- Gustaf Gründgens : le baron von Eggersdorf
- Olga Tschechowa : la baronne von Eggersdorf
- Paul Hörbiger : Hans Weyring, père de Christine
- Paul Otto : le commandant Leopold von Eggersdorf
- Antonie Jaeckel : son épouse
- Werner Finck : Binder
- Werner Pledath : Oberst Placzek
- Ekkehard Arendt : Leutnant von Lensky
- Else Reval : Propriétaire du magasin de gants
- Lotte Spira
- Walter Steinbeck
- Fred Goebel
- Michael von Newlinski

## Versions
Le film a été tourné en français sous le titre Une histoire d'amour, avec Abel Tarride (le vieux Weyring), Simone Héliard (Mizzi Schlager), George Rigaud (Théo), Georges Mauloy (le colonel), André Dubosc (le concierge) ; dialogues d'André Doderet ; photographie, Ted Pahle ; directeur de production, Ralph Baum.

## Accueil critique
Selon Télé 7 jours « ce film est le premier important dans l'œuvre de Max Ophüls, et qui le rendit célèbre. On y retrouve les thèmes qu'il développera plus tard: l'opposition entre le plaisir et le malheur, et le sens tragique du destin. »

### Liebelei
- Ressources relatives à l'audiovisuel :   - AllMovie
  - Allociné
  - Ciné-Ressources
  - Filmportal
  - Filmweb.pl
  - IMDb
  - LUMIERE
  - Movie Review Query Engine
  - OFDb
  - Rotten Tomatoes
  - The Movie Database
  - Unifrance

### Une histoire d'amour
- Ressources relatives à l'audiovisuel (pour Une histoire d'amour) :   - Allociné
  - Cinematografo.it
  - Ciné-Ressources
  - IMDb
  - OFDb
  - The Movie Database